# Kamenitý rybník
Kamenitý rybník je vodní plocha nacházející se severozápadně od Písku na bezejmenném levostranném přítoku Jiheru. Je jedním ze soustavy rybníků, které se na tomto potoce nachází. Kamenitému rybníku předchází Zálesný rybník a dále po toku je to Topělecký rybník. Kamenitý rybník je menším z nich. Má trojúhelníkový tvar, s hrází orientovanou od jihozápadu k severovýchodu o délce asi 55 m. Délka je přibližně 75 m. Na rozdíl od ostatních rybníků není udržován a vedle keřů a rákosu i v samotném rybníce rostou rostliny. Hráz je přístupná cestou, která přichází po louce podél potoka ze směru od Topěleckého rybníka. Stavidlo je uprostřed hráze a přepad v severní části hráze. Rybník vznikl před rokem 1896.

## Galerie

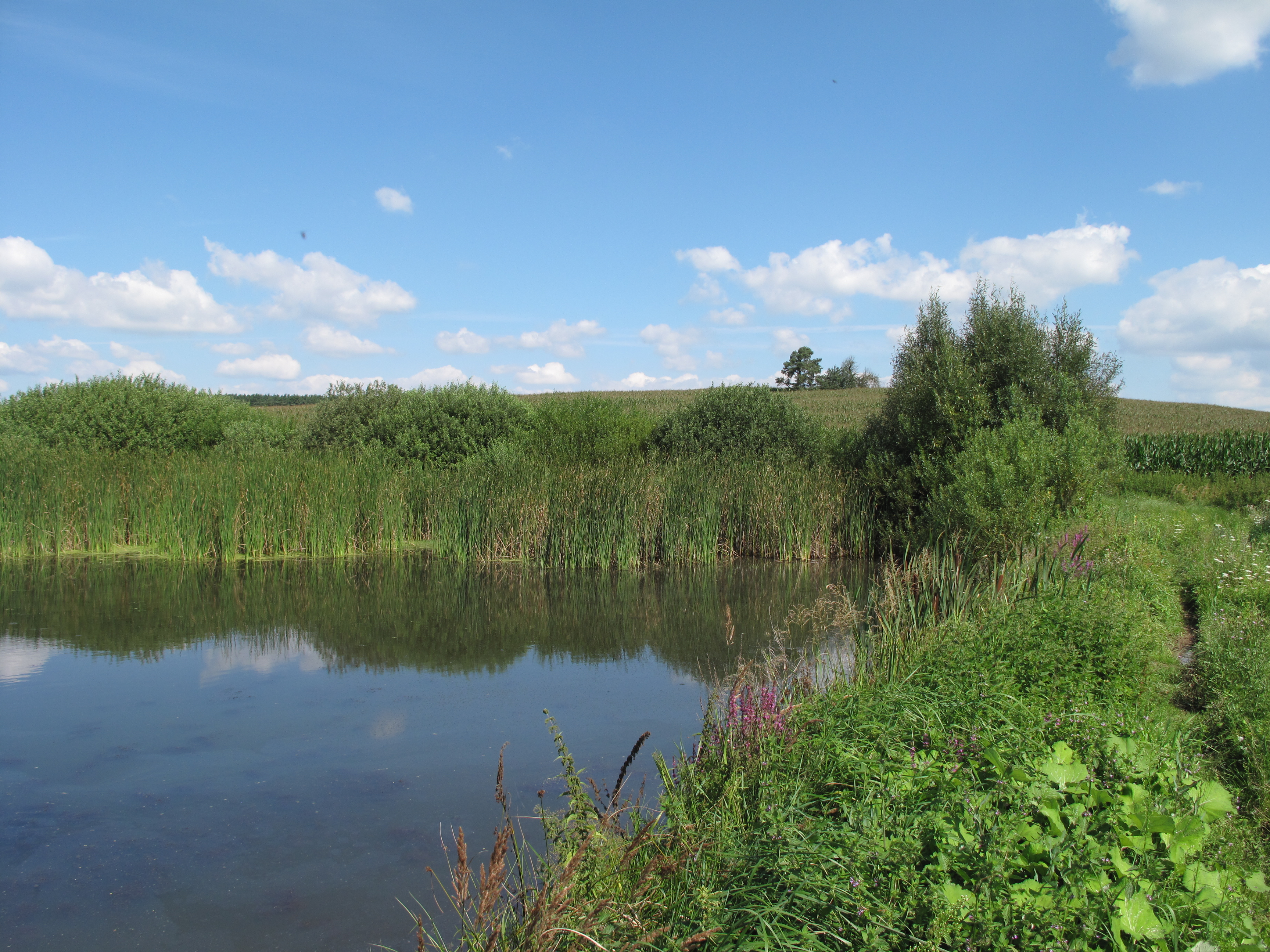
Břeh s hrází
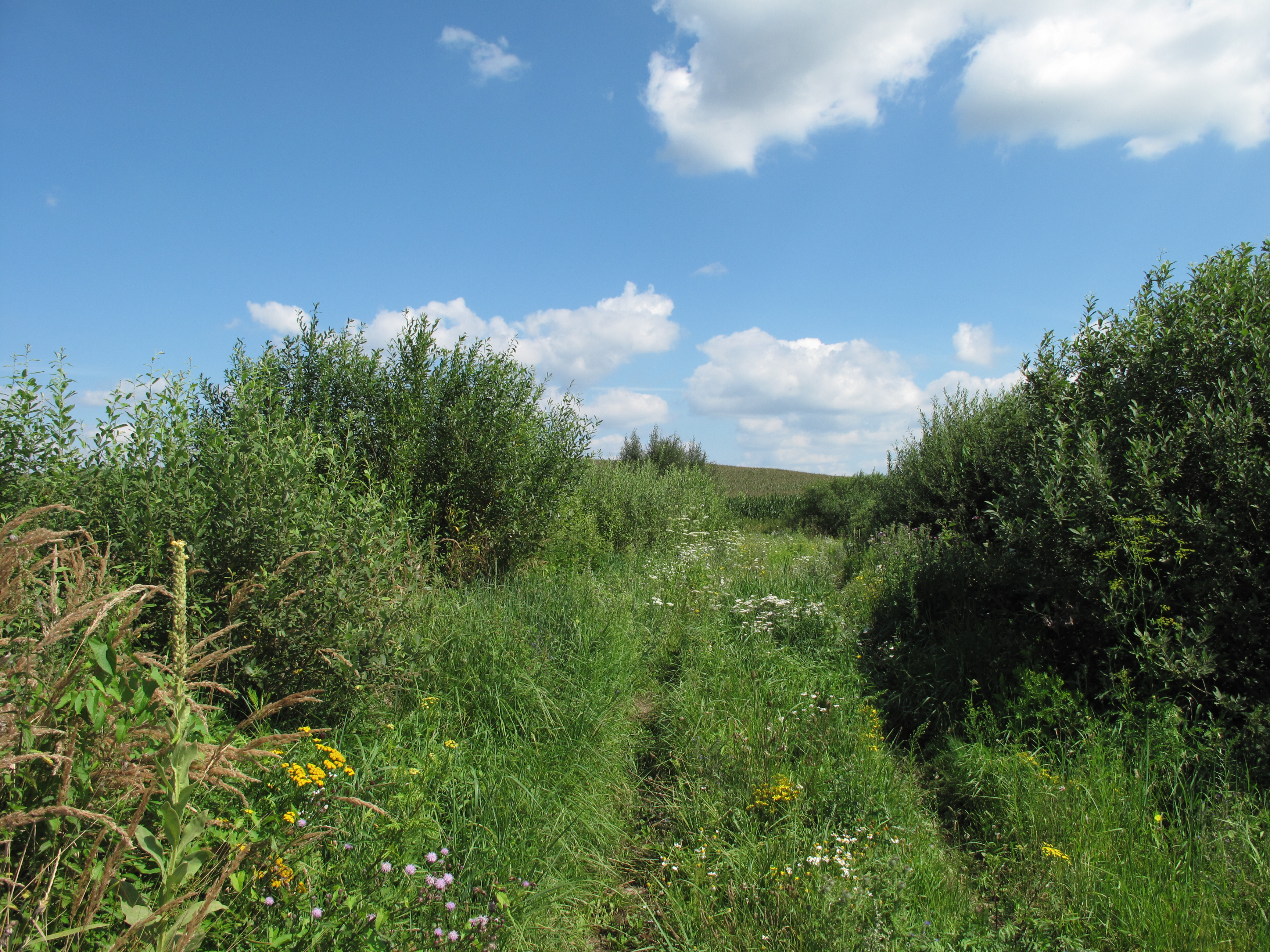
Hráz
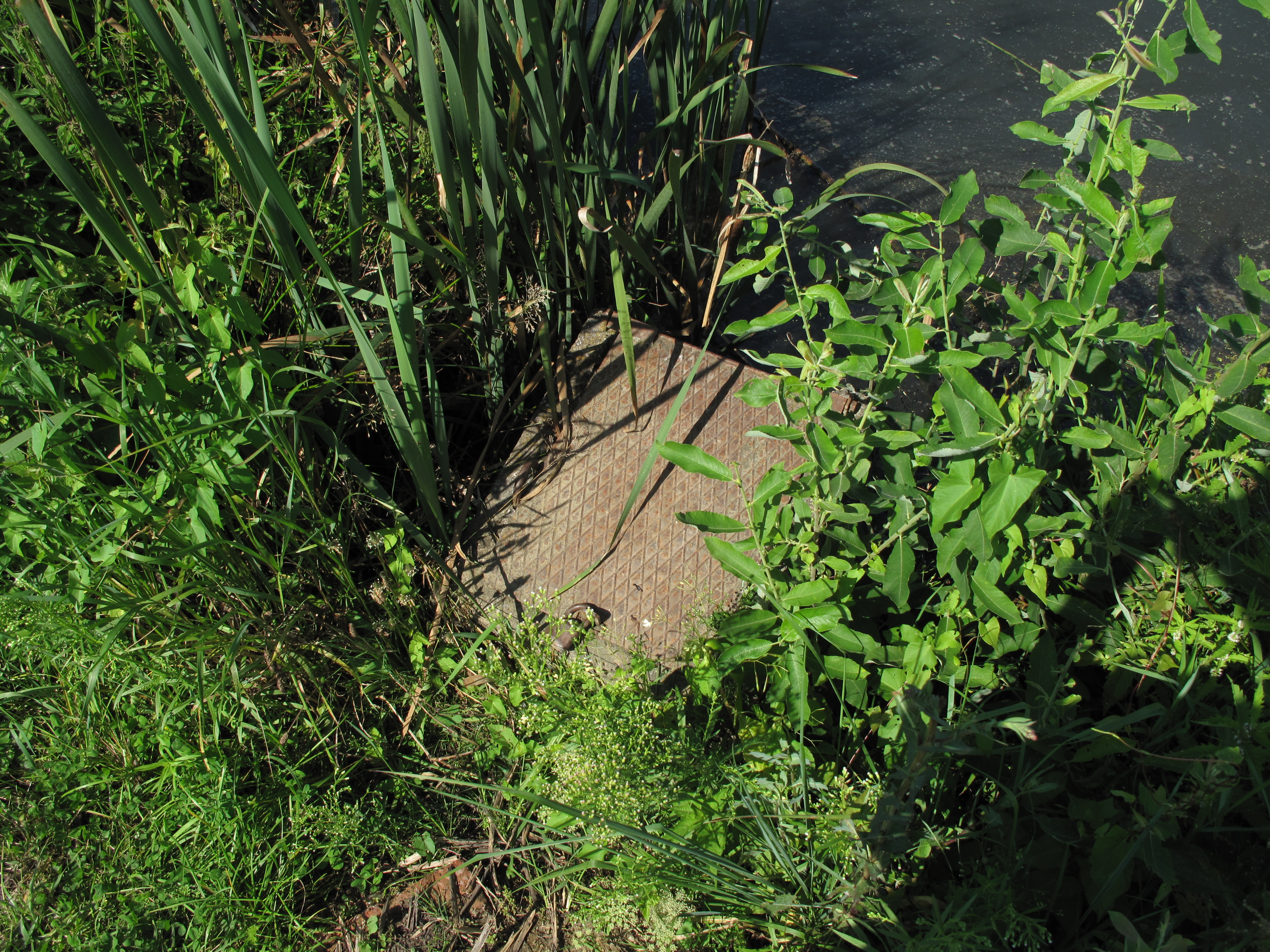
Stavidlo